# Lidija Dominković
Lidija Dominković (Sulina, 14. kolovoza 1914. – Zagreb, 23. siječnja 1949.) je bila hrvatska filmska glumica.

## Životopis
Lidija Dominković rođena je 1914. godine u rumunjskom gradu Sulini. Sudjelovala je u prvom hrvatskom cjelovečernjem igranom zvučnom filmu "Lisinski" 1944. godine. Njezina interpretacija Hedvige Banove, ljubavi Vatroslava Lisinskog, ocijenjena je lošom. Godine 2008. hrvatska kritičarka i filmologinja Irena Paulus je za portal Filmovi.hr iznijela kritiku o Lidijinoj glumi:
Umrla je 1949. godine u Zagrebu u dobi od 35 godina.

## Filmografija

### Filmske uloge
- "Lisinski" kao Hedviga Banova (1944.)

## Vanjske poveznice
- Lidija Dominković u internetskoj bazi filmova IMDb-u (engl.)